# Iers Senior Open
Het Iers Senior Open is een golftoernooi van de Europese Senior Tour. De eerste editie werd in 1997 georganiseerd. Het toernooi bestaat uit drie rondes van 18 holes en wordt ieder jaar op een andere baan gespeeld.
De enige Ierse winnaar was Joe McDermott, die tijdens zijn laatste ronde een hole-in-one op hole 13 maakte.

## Play-offs
In 1998 eindigde het toernooi met een play-off waarin Terry Gale, Joe McDermott en Noel Ratcliffe speelden. McDermott had op hole 13 een hole-in-one gemaakt en daarna nog vijf birdies, om op −6 te komen en de leiding te delen. In het clubhuis zat Gale te wachten, die hoopte te hebben gewonnen met zijn score. Samen gingen ze naar buiten om Ratcliffes score af te wachten. Deze maakte een bogey en kwam ook met −6 binnen. De play-off was alleen op hole 18. Ratcliffe viel meteen met een bogey af, Gale en McDermott moesten de hole vier keer spelen totdat McDermott met een birdie won.
In 2009 won Ian Woosnam hier zijn derde toernooi op de Senior Tour. De laatste ronde startte hij met zes slagen achterstand op Roger Chapman, die aan de leiding stond. Hij maakte zelf een ronde van 67 terwijl Chapman een ronde van 74 maakte en op de 3de plaats eindigde. Bob Boyd, die de laatste ronde met Chapman speelde, maakte 71 en eindigde net als Woosnam op een totaal van 2001 (−2). In de play-off won Woosnam.

## Winnaars
| Jaar                                                                   | Baan                                      | Winnaar                |                        |
| AIB Irish Seniors Open                                                 | AIB Irish Seniors Open                    | AIB Irish Seniors Open | AIB Irish Seniors Open |
| ---------------------------------------------------------------------- | ----------------------------------------- | ---------------------- | ---------------------- |
| 1997                                                                   | St Margarets, Dublin                      | Tommy Horton           |                        |
| 1998                                                                   | Woodbrook Golf Club                       | Joe McDermott          |                        |
| 1999                                                                   | Mount Juliet Golf Club                    | John Morgan            |                        |
| 2000                                                                   | Tulfarris Golf Club                       | Bruce Fleisher         |                        |
| 2001                                                                   | Powerscourt Golf Club                     | Seiji Ebihara          |                        |
| 2002                                                                   | Adare Manor Hotel & Golf Resort           | Seiji Ebihara          |                        |
| 2003                                                                   | Adare Manor Hotel & Golf Resort           | Noel Ratcliffe         |                        |
| AIB Irish Seniors Open in association with Greenstar & Failte Ireland  |                                           |                        |                        |
| 2004                                                                   | Adare Manor Hotel & Golf Resort           | Carl Mason             |                        |
| 2005                                                                   | The Heritage Golf & Spa Resort, Killenard | Noel Ratcliffe         |                        |
| 2006                                                                   | The Heritage Golf & Spa Resort, Killenard | Sam Torrance           |                        |
| AIB Irish Seniors Open in association with Failte Ireland and AIB Bank |                                           |                        |                        |
| 2007                                                                   | PGA National Ireland                      | Costantino Rocca       |                        |
| 2008                                                                   | Ballybunion Golf Club                     | Juan Quiros            |                        |
| 2009                                                                   | Ballybunion Golf Club                     | Ian Woosnam            |                        |
| Handa Irish Senior Open presented by Fáilte Ireland                    |                                           |                        |                        |
| 2010                                                                   | Carton House Golf Club, Montgomerie-baan  | Marc Farry             |                        |
| 2011                                                                   | geen toernooi                             | geen toernooi          |                        |